# 5-Aza-7-deazaguanin
5-Aza-7-deazaguanin ist eine heterocyclische organische Verbindung mit einem abgewandelten Puringrundgerüst. Es ist ein Derivat der Nukleinbase Guanin und kommt als Bestandteil der Hachimoji-DNA vor.

## Gewinnung und Darstellung
5-Aza-7-deazaguanin kann durch eine mehrstufige Reaktion aus Cyanurchlorid gewonnen werden.